# Света Петка Самарџијска
Црква Свете Петке Самарџијске (буг. Света Петка Самарджийска) је средњовековни храм Бугарске православне цркве и налази се у главном граду Бугарске, Софији. Црква се налази у самом центру бугарске престонице поред Председништва, Министарског савета и зграде парламента. На једној страни је Централна робна кућа, на другој централни хотел Софија, испред ње је статуа Софије, а испод ње централна станица софијског метроа.

## Историја
Црква се налази поред катедрале Свете Недеље у Софији. Крипта цркве је римски гроб (крипта) из 4. века, што значи да је ту постојала и ранија обредна грађевина. У 11. веку на крипти је подигнут садашњи храм. Најстарије сачуване фреске су из 14. века, а изнад њих се налази слој из 15. века и 16. века, рад Пимена Зографског.

## Име цркве
Црква је добила име по Петки Иконијској, која је заштитница самарџија, чије се насеље у средњем веку налазило на том подручју и које су обожавале и одржавале храм.